# Портной, Михаил Петрович
Михаил Петрович Портной (бел. Міхаіл Пятровіч Партной; 7 ноября 1964, д. Присно, Ветковский район, Гомельская область, БССР, СССР) — белорусский военный, заместитель Министра спорта и туризма Республики Беларусь (2015—2022).

## Биография
Родился 7 ноября 1964 года в д. Присно Ветковского района Гомельской области.
В 1989 году окончил Рязанское высшее воздушно-десантное командное училище. После распада СССР остался в Белоруссии. Служил в войсках ВДВ и мобильных операций ВС РБ. Во время службы получил дипломы Военной академии РБ и Военной академии Генштаба ВС РФ. Дослужился до звания полковника, ушел в запас в 2009 году.
После службы в ВС РБ начал курировать спорт и туризм в Витебской области. В 2011 году прошел переподготовку в Академии управления при Президенте Республики Беларусь по специальности «Государственное и местное управление».
С 4 апреля 2014 года по 19 марта 2015 года был председателем Витебского городского Совета депутатов 27-го созыва.
16 марта 2015 года назначен заместителем Министра спорта и туризма Республики Беларусь. Уволен с должности в марте 2022 года.
С 2020 года работает профессором кафедры менеджмента туризма и гостеприимства Белорусского государственного университета физической культуры.
В настоящее время работает генеральным директором Республиканского центра олимпийской подготовки конного спорта и коневодства. В марте 2023 года избран в состав президиума Белорусскай федерации конного спорта.

## Семья
Женат, имеет двоих детей.

## Награды
- орден Почета (2015)[8],
- медаль «За отвагу»,
- медаль «За отличие в охране государственной границы СССР»,
- медаль «За безупречную службу» III степени,
- медаль «За безупречную службу» II степени.

## Давление на спортсменов
После начала протестов в Белоруссии в 2020 году занимался запугиванием и идеологической обработкой спортсменов. 20 ноября 2020 года внесён в санкционные списки Литвы, Латвии и Эстонии.